# 서일중학교 (서울)
서일중학교(瑞一中學校)는 대한민국 서울특별시 서초구 서초동에 위치한 강남 8학군 공립 중학교이다.

## 학교 연혁
- 1986년 12월 17일 : 서일중학교(공립) 설립인가
- 1987년 2월 11일 : 신입생 배정(14학급 840명)
- 1987년 2월 17일 : 초대 김상순 교장 취임
- 1987년 3월 3일 : 제1회 입학식
- 1987년 4월 30일 : 개교식 거행
- 1990년 2월 14일 : 제1회 졸업식(남 482명, 여 360명)
- 2006년 12월 18일 : 서울교육문화관 개관
- 2020년 9월 1일 : 제12대 정낙영 교장 취임
- 2023년 1월 5일 : 제34회 졸업식(358명, 조기졸업 1명 포함)
- 2023년 1월 5일 : 제37회 입학(남 183명, 여 187명)

## 참고 자료
- 서일중학교 - 한국교육학술정보원 학교알리미